# Boa vs. Python
Boa vs. Python (bra: Boa vs. Python - As Predadoras) é um filme diretamente em vídeo de 2004. Foi dirigido por David Flores, a partir de um roteiro por Chase Parker e Sam Wells, e foi filmado em Sófia, Bulgária. Este filme foi um crossover entre Boa de 2001 e Python de 2000.

## Sinopse
Dois dos maiores e mais assustadores predadores da natureza estão prontos para a ação. Quando uma gigantesca python se perde numa reserva florestal privada, o FBI precisa libertar uma cobra ainda maior para seguir e capturar a python antes que um grupo de caçadores milionários capture sua presa. 

## Elenco Original
- David Hewlett como Dr.Emmett
- Jaime Bergman como Mônica Bonds
- Kirk BR Woller como Agente do FBI Alan Sharpe
- Adam Kendrick como Broddick
- Angel Borris como Eva
- Marianne Stanicheva como Agente Koznetova
- Griff Furst como James
- Ivo Naidenov como Littlefield
- George R. Sheff como Danner
- Atanas Srebrev como Folley
- Harry Anichkin como Tex
- Jaff Rank como Kent Humphries
- Assen Blatechki como Ramon
- Velizar Binev como Louis

## Recepção
Boa vs. Python foi criticado pelos críticos, que criticaram a atuação, os efeitos especiais e o enredo. Foi chamado de rip-off de Alien vs Predator, outro filme de 2004. Também foi chamado de uma tentativa de lucrar com a popularidade do filme mais popular, Python.